# 東京湾カップ
東京湾カップ（とうきょうわんカップ）は千葉県競馬組合が船橋競馬場ダートコース1700mで施行する地方競馬（南関東公営競馬）の重賞競走である。格付けはSII。正式名称は「日刊スポーツ賞 東京湾カップ」。日刊スポーツ新聞社が優勝杯を提供している。

## 概要
4歳馬（現表記3歳）による船橋競馬場ダート2000mの重賞として創設された。創設時は12月に施行されていた。1995年の南関東グレード導入によりG3に格付け。1998年から施行距離をダート1800mに変更、2004年から開催時期を5月に変更され、更に日刊スポーツ新聞社から優勝杯の寄贈を受け、名称を現在の「日刊スポーツ賞東京湾カップ」に変更、この年から東京ダービーのトライアル競走に指定され、1着に入賞した競走馬に限り東京ダービーの優先出走権が与えられる様になる。しかし、2005年では開催時期を6月に変更され、東京ダービーのトライアル競走から除外されたが、2006年からは開催時期を5月に再び変更され、更に施行距離をダート1600mに変更、2007年から南関東重賞格付け表記をSIIIに変更、かつ施行距離を現在のダート1700mに変更された。2020年よりSIIに格上げされる。 
1989年JRA賞年度代表馬イナリワンのほか、エスプリシーズ、アジュディミツオー、マグニフィカといった統一GI馬が当競走を勝利している。

### 条件・賞金等（2025年）
出走資格
サラブレッド系3歳、南関東所属
- トライアルのアクアマリンカップで2着以上の馬に優先出走権が付与されている。

負担重量
別定。56kg、牝馬54kg（南半球産2kg減）を基本に、本年4月25日時点の番組ポイント1400毎に1kgの負担増となる。
賞金額
1着2,000万円、2着700万円、3着400万円、4着200万円、5着100万円。
優先出走権付与
本競走の優勝馬（騸馬除く）に東京ダービーの優先出走権が付与される。
副賞
日刊スポーツ新聞東京本社賞、全国公営競馬主催者協議会会長賞、開催執務委員長賞、また船橋競馬生産牧場賞がある。

## 歴史
- 1987年 - 船橋競馬場のダート2000mのサラブレッド系4歳（現3歳）の南関東所属馬限定の別定重量の重賞競走「東京湾カップ」として創設。
- 1995年 - 南関東グレード制導入によりG3に格付け。
- 1998年 - 施行距離をダート1800mに変更。
- 2001年 - 馬齢表示の国際基準への変更に伴い、出走条件を「サラブレッド系4歳の南関東所属馬」から「サラブレッド系3歳の南関東所属馬」に変更。
- 2004年
  - 開催時期を12月から5月に変更。
  - 東京ダービートライアルに指定され、優勝馬に東京ダービーの優先出走権が付与されるようになる。
  - 日刊スポーツ新聞社から優勝杯の寄贈を受け、名称を「日刊スポーツ賞東京湾カップ」に変更。
- 2005年 - 開催時期を5月から6月に変更。それに伴い、東京ダービートライアルから除外。
- 2006年
  - 開催時期を6月から5月に戻す。それに伴い、東京ダービートライアルに再び指定され、優勝馬に東京ダービーの優先出走権が付与されるようになる。
  - 施行距離をダート1600mに変更。
  - 船橋の石崎隆之が騎手として初の連覇。
- 2007年
  - 南関東重賞格付け表記をSIIIに変更。
  - 施行距離を現在のダート1700mに変更。
- 2011年 - 東京ダービーへの優先出走権が2着馬にも拡大[3]。
- 2014年
  - 金沢の吉原寛人が騎手として2人目の連覇。
  - 出走馬の1頭パンパカパーティの馬名ゼッケンが『パカパカパーティ』と間違っていたトラブルが発生[4]。競走そのものは通常通り施行された。
- 2020年 - SIIに格上げされる。
- 2024年 - 東京ダービーへの優先出走権付与対象が優勝馬のみとなる[5]。

### 歴代優勝馬
| 回数   | 施行日         | 優勝馬             | 性齢 | 所属 | タイム | 優勝騎手   | 管理調教師 | 馬主                       |
| ------ | -------------- | ------------------ | ---- | ---- | ------ | ---------- | ---------- | -------------------------- |
| 第1回  | 1987年12月28日 | イナリワン         | 牡3  | 大井 | 2:10.4 | 宮浦正行   | 福永二三雄 | 保手濱忠弘                 |
| 第2回  | 1988年12月30日 | ブービーボーイ     | 牡3  | 川崎 | 2:10.9 | 本間茂     | 髙橋敏男   | 田島榮二郎                 |
| 第3回  | 1989年12月13日 | スクランブル       | 牡3  | 川崎 | 2:10.4 | 森下博     | 梅山満     | 伊達秀和                   |
| 第4回  | 1990年12月20日 | ヒラヨシプリンス   | 牡3  | 川崎 | 2:12.1 | 山崎尋美   | 山崎三郎   | 山口平吉                   |
| 第5回  | 1991年12月29日 | トーシンイーグル   | 牡3  | 船橋 | 2:10.6 | 矢内博     | 安藤榮作   | 黒岩定義                   |
| 第6回  | 1992年12月29日 | サンアカツキ       | 牡3  | 大井 | 2:08.5 | 高橋三郎   | 秋谷元次   | （有）兼正商事             |
| 第7回  | 1993年12月30日 | プレザント         | 牡3  | 船橋 | 2:06.8 | 桑島孝春   | 髙松弘之   | 北條傳三                   |
| 第8回  | 1994年12月14日 | アマゾンオペラ     | 牡3  | 船橋 | 2:08.4 | 石崎隆之   | 出川克己   | 柳澤瀀                     |
| 第9回  | 1995年12月31日 | キョウエイヒホウ   | 牡3  | 川崎 | 2:10.3 | 髙松淳一   | 髙橋満夫   | 田中晴夫                   |
| 第10回 | 1996年12月31日 | カワノスパート     | 牡3  | 大井 | 2:10.2 | 張田京     | 大山一男   | 幾野正光                   |
| 第11回 | 1997年12月17日 | ムテキボーイ       | 牡3  | 船橋 | 2:11.6 | 石崎隆之   | 出川博史   | 伊藤昭次                   |
| 第12回 | 1998年12月16日 | アローセプテンバー | 牡3  | 船橋 | 1:52.4 | 左海誠二   | 北川亮     | 柳谷泰蔵                   |
| 第13回 | 1999年12月31日 | ルイボスマクラレン | 牡3  | 船橋 | 1:54.1 | 石崎隆之   | 岡島茂     | （株）リガメェントワールド |
| 第14回 | 2000年12月20日 | リガメエントキセキ | 牡3  | 船橋 | 1:54.0 | 佐藤隆     | 川島正行   | （株）リガメェントワールド |
| 第15回 | 2001年12月19日 | アブクマドリーム   | 牡3  | 船橋 | 1:54.2 | 石崎隆之   | 出川克己   | 畑中政雄                   |
| 第16回 | 2002年12月4日  | エスプリシーズ     | 牡3  | 川崎 | 1:52.0 | 森下博     | 武井榮一   | 依田泰雄                   |
| 第17回 | 2003年12月19日 | イシノファミリー   | 牡3  | 川崎 | 1:53.8 | 山田信大   | 足立勝久   | 黛大介                     |
| 第18回 | 2004年5月12日  | アジュディミツオー | 牡3  | 船橋 | 1:52.2 | 佐藤隆     | 川島正行   | 織戸眞男                   |
| 第19回 | 2005年6月23日  | ドラゴンシャンハイ | 牡3  | 船橋 | 1:52.1 | 石崎隆之   | 出川龍一   | 吉田照哉                   |
| 第20回 | 2006年5月3日   | シャイニールック   | 牡3  | 船橋 | 1:39.6 | 石崎隆之   | 川島正行   | 小林昌志                   |
| 第21回 | 2007年5月3日   | ウエスタンローレル | 牡3  | 船橋 | 1:48.1 | 山田信大   | 山浦武     | 吉田博俊                   |
| 第22回 | 2008年5月7日   | ギャンブルオンミー | 牡3  | 船橋 | 1:46.2 | 内田博幸   | 佐藤賢二   | 豊島純                     |
| 第23回 | 2009年5月6日   | ブルーラッド       | 牡3  | 川崎 | 1:44.2 | 御神本訓史 | 足立勝久   | 黛大介                     |
| 第24回 | 2010年5月4日   | マグニフィカ       | 牡3  | 船橋 | 1:47.8 | 石崎駿     | 川島正行   | 吉田照哉                   |
| 第25回 | 2011年5月3日   | ジャクソンライヒ   | 牡3  | 川崎 | 1:47.1 | 本橋孝太   | 鬼沢裕充   | 早川稔                     |
| 第26回 | 2012年5月3日   | スカイインテンス   | 牡3  | 船橋 | 1:48.1 | 真島大輔   | 松代眞     | 小島俊治                   |
| 第27回 | 2013年5月8日   | アメイジア         | 牡3  | 船橋 | 1:48.8 | 吉原寛人   | 坂本昇     | （有）ライオンズ           |
| 第28回 | 2014年5月8日   | サーモピレー       | 牡3  | 船橋 | 1:48.1 | 吉原寛人   | 川島正行   | 吉田和美                   |
| 第29回 | 2015年5月6日   | ドライヴシャフト   | 牡3  | 大井 | 1:48.5 | 的場文男   | 荒山勝徳   | 吉田照哉                   |
| 第30回 | 2016年5月4日   | ディーズプリモ     | 牝3  | 川崎 | 1:51.1 | 山崎誠士   | 内田勝義   | 秋谷壽之                   |
| 第31回 | 2017年5月4日   | ソッサスブレイ     | 牡3  | 船橋 | 1:50.3 | 柏木健宏   | 山本学     | 手嶋康雄                   |
| 第32回 | 2018年5月3日   | クレイジーアクセル | 牝3  | 大井 | 1:50.7 | 御神本訓史 | 渡邉和雄   | 市原高一                   |
| 第33回 | 2019年5月8日   | サクセッサー       | 牡3  | 船橋 | 1:50.6 | 石崎駿     | 佐藤賢二   | （有）新生ファーム         |
| 第34回 | 2020年5月6日   | マンガン           | 牡3  | 川崎 | 1:48.6 | 山崎誠士   | 田島寿一   | 大栗芳一                   |
| 第35回 | 2021年5月4日   | ギガキング         | 牡3  | 船橋 | 1:48.0 | 和田譲治   | 稲益貴弘   | 尾崎智大                   |
| 第36回 | 2022年5月4日   | タツノエクスプレス | 牡3  | 川崎 | 1:50.0 | 和田譲治   | 田邊陽一   | 三河辰已                   |
| 第37回 | 2023年5月3日   | ライズゾーン       | 牡3  | 川崎 | 1:50.3 | 今野忠成   | 山崎尋美   | 国田正忠                   |
| 第38回 | 2024年5月2日   | マコトロクサノホコ | 牡3  | 船橋 | 1:50.9 | 本田正重   | 川島正一   | （株）ディアマント         |
| 第39回 | 2025年5月8日   | ケンシレインボー   | 牡3  | 船橋 | 1:49.3 | 山中悠希   | 佐藤裕太   | 林田憲次                   |

出典：南関東4競馬場公式「東京湾カップ競走優勝馬」https://www.nankankeiba.com/win_uma/34.do